# Tour Down Under 2000
De Tour Down Under 2000 (Engels: 2000 Jacob's Creek Tour Down Under) was de tweede editie van de meerdaagse wielerwedstrijd die in en rondom Adelaide in Australië werd gehouden. Deze editie vond plaats van dinsdag 18 tot en met zondag 23 januari 2000.
De tweede overwinning ging naar Frankrijk. Gilles Maignan, lid van de Franse Ag2r Prévoyance-formatie, won de zesdaagse etappekoers met twaalf seconden voorsprong op Stuart O'Grady, de winnaar van 1999, en veertien seconden voorsprong op de Duitser Steffen Wesemann.

## Startlijst
In totaal namen twaalf ploegen deel aan deze ronde, die elk met acht renners aan de start verschenen.
| Crédit Agricole | Team Deutsche Telekom | Team Memory Card-Jack & Jones |
| - 1. Stuart O'Grady - 2. Marcel Gono - 3. Magnus Bäckstedt - 4. Anthony Langella - 5. Jérôme Neuville - 6. Franck Pencolé - 7. Frédéric Finot - 8. Chris Jenner                   | - 9. Erik Zabel - 10. Kai Hundertmarck - 11. Steffen Wesemann - 12. Rolf Aldag - 13. Jan Schaffrath - 14. Gian Matteo Fagnini - 15. Aleksandr Vinokoerov - 16. Andrej Mizoerov   | - 17. Tristan Hoffman - 18. Bjarke Nielsen - 19. René Jørgensen - 20. Michael Sandstød - 21. Mikael Kyneb - 22. Allan Johansen - 23. Jacob Moe Rasmussen - 24. Jesper Skibby |
| BigMat-Auber 93 | Ag2R – Decathlon | La Française des Jeux |
| - 25. Guillaume Auger - 26. Stéphane Bergès - 27. Thierry Bourguignon - 28. Alexandre Chouffe - 29. Dominique Rault - 30. Carlos Da Cruz - 31. Jay Sweet - 32. Jeremy Hunt        | - 33. Jaan Kirsipuu - 34. Andrej Kivilev - 35. Innar Mändoja - 36. Ludovic Turpin - 37. Philippe Bordenave - 38. Laurent Estadieu - 39. Aleksandr Botsjarov - 40. Gilles Maignan | - 41. Jimmy Casper - 42. Bradley McGee - 43. Nicolas Fritsch - 44. Emmanuel Magnien - 45. Cyril Saugrain - 46. Nicolas Vogondy - 47. Sandy Casar - 48. Yvon Ledanois         |
| Saeco – Gaggia | Team Polti | Domo-Farm Frites |
| - 49. Salvatore Commesso - 50. Massimiliano Mori - 51. Dario Pieri - 52. Torsten Nitsche - 53. Christophe Brandt - 54. Valentino China - 55. Alessandro Guerra - 56. Jörg Ludewig | - 57. Michele Colleoni - 58. Bart Voskamp - 59. Fabio Sacchi - 60. Mateos Pérez - 61. Rassano Brasi - 62. Mirko Crepaldi - 63. Enrico Cassani - 64. Pascal Hervé                 | - 65. Johan Capiot - 66. Steven Kleynen - 67. Gerben Löwik - 68. Robbie McEwen - 69. Koos Moerenhout - 70. Wim Vansevenant - 71. Martin van Steen - 72. Remco van der Ven    |
| Linda McCartney Racing Team | Sunsmart-Mitsubishi | United Water-AIS |
| - 73. Maximilian Sciandri - 74. Maurizio De Pascale - 75. Pascal Richard - 76. Tayeb Braikia - 77. Bjørnar Vestøl - 78. Matthew Stephens - 79. Ben Brooks - 80. David McKenzie    | - 81. Scott Sunderland - 82. Cadel Evans - 83. Nick Gates - 84. Sean Sullivan - 85. Jamie Drew - 86. Brett Aitken - 87. Corey Sweet - 88. Brad Davidson                          | - 89. Michael Rogers - 90. Allan Davis - 91. Scott Davis - 92. Baden Cooke - 93. Nick Brown - 94. Brett Lancaster - 95. Luke Roberts - 96. Graeme Brown                      |

## Etappe-overzicht
| etappe | datum      | start          | finish       | afstand  | winnaar          | klassementsleider |
| ------ | ---------- | -------------- | ------------ | -------- | ---------------- | ----------------- |
| 1e     | 18 januari | Adelaide       | Adelaide     | 52,2 km  | Koos Moerenhout  | Koos Moerenhout   |
| 2e     | 19 januari | North Adelaide | Goolwa       | 152,0 km | Michael Rogers   | Michael Rogers    |
| 3e     | 20 januari | Glenelg        | McLaren Vale | 149,5 km | Stéphane Bergès  | Michael Rogers    |
| 4e     | 21 januari | Unley          | Modbury      | 136,0 km | Steffen Wesemann | Gilles Maignan    |
| 5e     | 22 januari | Gawler         | Tanunda      | 156,0 km | Erik Zabel       | Gilles Maignan    |
| 6e     | 23 januari | Adelaide       | Adelaide     | 96,0 km  | Robbie McEwen    | Gilles Maignan    |

## Etappe-uitslagen
| rang | renner           | land | tijd    |
| ---- | ---------------- | ---- | ------- |
| 1    | Koos Moerenhout  | NED  | 1:06.53 |
| 2    | Graeme Brown     | AUS  | zt      |
| 3    | Bradley McGee    | AUS  | zt      |
| 4    | Scott Sunderland | AUS  | zt      |
| 5    | David McKenzie   | AUS  | zt      |

| rang | renner           | land | tijd    |
| ---- | ---------------- | ---- | ------- |
| 1    | Michael Rogers   | AUS  | 3:35.02 |
| 2    | René Jørgensen   | DEN  | zt      |
| 3    | Gilles Maignan   | FRA  | zt      |
| 4    | Emmanuel Magnien | FRA  | + 0.20  |
| 5    | Stuart O'Grady   | AUS  | + 0.20  |

| rang | renner               | land | tijd    |
| ---- | -------------------- | ---- | ------- |
| 1    | Stéphane Bergès      | FRA  | 5:07.46 |
| 2    | Erik Zabel           | GER  | + 1.43  |
| 3    | Emmanuel Magnien     | FRA  | + 1.43  |
| 4    | Maurizio De Pasquale | ITA  | + 1.43  |
| 5    | Massimiliano Mori    | ITA  | + 1.43  |

| rang | renner           | land | tijd    |
| ---- | ---------------- | ---- | ------- |
| 1    | Steffen Wesemann | SUI  | 3:13.02 |
| 2    | Pascal Hervé     | FRA  | zt      |
| 3    | Stuart O'Grady   | AUS  | zt      |
| 4    | Ludovic Turpin   | FRA  | zt      |
| 5    | Brad Davidson    | AUS  | zt      |

| rang | renner              | land | tijd    |
| ---- | ------------------- | ---- | ------- |
| 1    | Erik Zabel          | GER  | 3:41.43 |
| 2    | Massimiliano Mori   | ITA  | + 0.02  |
| 3    | Jacob Moe Rasmussen | DEN  | + 0.03  |
| 4    | Emmanuel Magnien    | FRA  | + 0.03  |
| 5    | Allan Davis         | AUS  | + 0.03  |

| rang | renner          | land | tijd    |
| ---- | --------------- | ---- | ------- |
| 1    | Robbie McEwen   | AUS  | 2:05.17 |
| 2    | Jaan Kirsipuu   | FIN  | + 0.01  |
| 3    | Stuart O'Grady  | AUS  | + 0.01  |
| 4    | Bradley McGee   | AUS  | + 0.01  |
| 5    | Torsten Nitsche | GER  | + 0.01  |

## Eindklassementen
| Plaats    | Naam                 | Ploeg                    | Tijd      |
| --------- | -------------------- | ------------------------ | --------- |
| Gele trui | Gilles Maignan       | Ag2r Prévoyance          | 19u02'02" |
| 2         | Stuart O'Grady       | Crédit Agricole          | + 00' 12" |
| 3         | Steffen Wesemann     | Team Deutsche Telekom    | + 00' 14" |
| 4         | Ludovic Turpin       | Ag2r Prévoyance          | + 00' 18" |
| 5         | Sandy Casar          | La Française des Jeux    | + 00' 24" |
| 6         | Dominique Rault      | Big Mat-Auber 93         | + 00' 25" |
| 7         | Aleksandr Vinokoerov | Team Deutsche Telekom    | + 00' 28" |
| 8         | Matthew Stephens     | Linda McCartney RT       | + 04' 11" |
| 9         | René Jørgensen       | Memory Card-Jack & Jones | + 05' 46" |
| 10        | Emmanuel Magnien     | La Française des Jeux    | + 10' 58" |
|           |                      |                          |           |
| 25        | Christophe Brandt    | Saeco – Gaggia           | + 38' 50" |
| 31        | Koos Moerenhout      | Domo-Farm Frites         | + 43' 17" |

| Plaats      | Naam            | Ploeg            | Punten |
| ----------- | --------------- | ---------------- | ------ |
| Blauwe trui | Guillaume Auger | Big Mat-Auber 93 | 22     |
| 2           | Stéphane Bergès | Big Mat-Auber 93 | 20     |
| 3           | Stuart O'Grady  | Crédit Agricole  | 16     |

| Plaats     | Naam            | Ploeg                    | Punten |
| ---------- | --------------- | ------------------------ | ------ |
| Witte trui | René Jørgensen  | Memory Card-Jack & Jones | 38     |
| 2          | Stéphane Bergès | Big Mat-Auber 93         | 32     |
| 3          | Dominique Rault | Big Mat-Auber 93         | 32     |

| Plaats      | Naam          | Ploeg                 | Tijd      |
| ----------- | ------------- | --------------------- | --------- |
| Zwarte trui | Sandy Casar   | La Française des Jeux | 19u02'02" |
| 2           | Brad Davidson | Sunsmart-Mitsubishi   | + 26' 20" |
| 3           | Allan Davis   | United Water-AIS      | + 43' 05" |

| Plaats | Ploeg                 | Tijd      |
| ------ | --------------------- | --------- |
|        | Ag2r Prévoyance       | 77u36'06" |
| 2      | Crédit Agricole       | +03' 21"  |
| 3      | Team Deutsche Telekom | +04' 20"  |

1999 · 
2000 · 
2001 · 
2002 · 
2003 · 
2004 · 
2005 · 
2006 · 
2007 · 
2008 · 
2009 · 
2010 · 
2011 · 
2012 · 
2013 · 
2014 · 
2015 · 
2016 · 
2017 · 
2018 · 
2019 · 
2020  · 
2021-2022 · 
2023 · 2024 · 2025